# Hippodamie fille d'Anchise
Pour les articles homonymes, voir Hippodamie.
Dans la mythologie grecque, Hippodamie (en grec ancien Ἱπποδάμεια / Hippodámeia) est la fille aînée d'Anchise et d'Ériopide.
Homère la dépeint en termes élogieux :

« Et elle l’emportait sur toutes ses compagnes par la beauté, l’habileté aux travaux et la prudence (...) »

Épouse d'Alcathoos (fils d'Ésyétès), elle élève avec lui Énée, son demi-frère, après la détérioration de l'état physique d'Anchise.